# Região Metropolitana de Bangkok

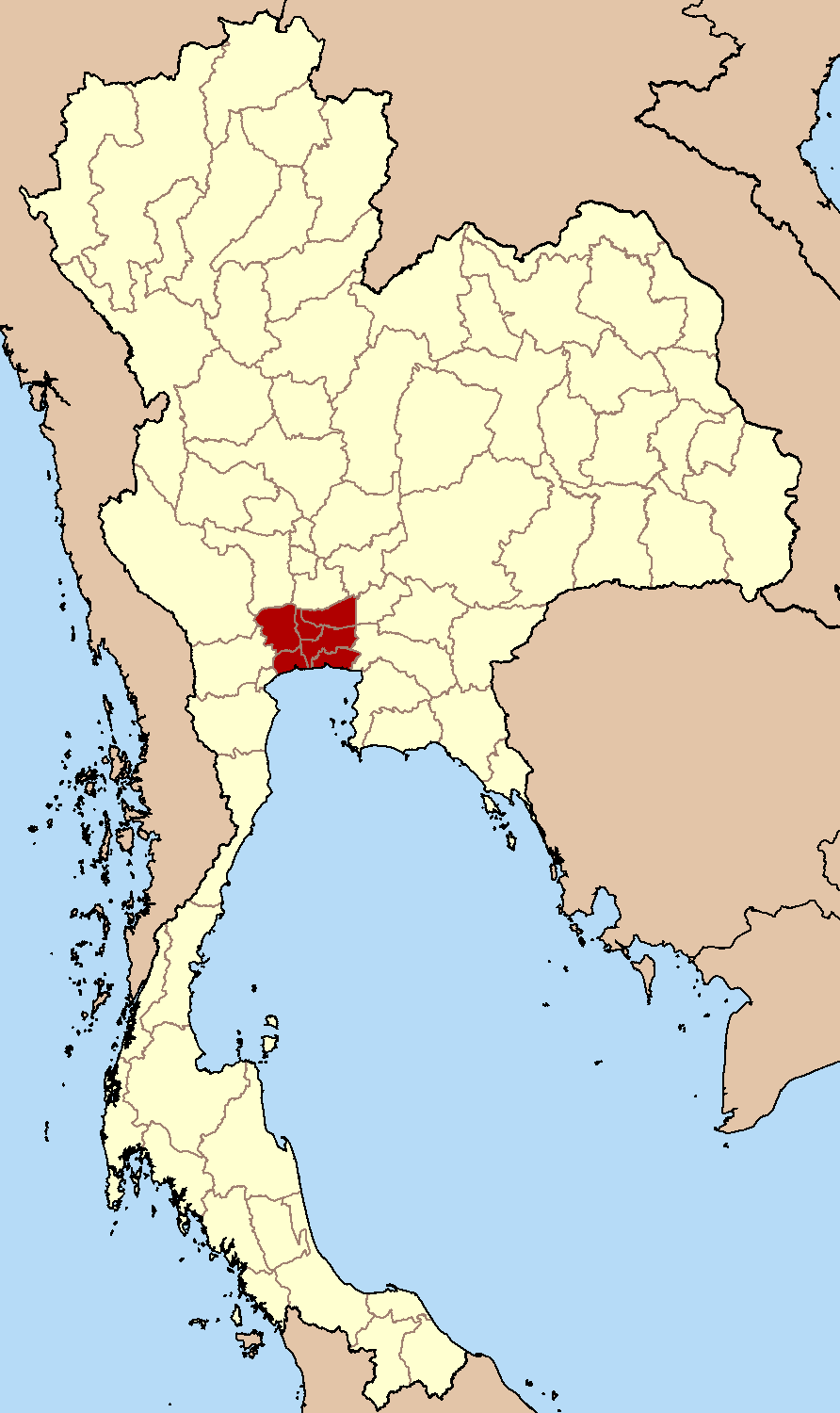
Mapa da Região metropolitana de Bangkok.

A Região metropolitana de Banguecoque ou Bangkok (em tailandês: กรุงเทพมหานคร และ ปริมณฑล; Krung Thep Mahanakhon Lae Parimonthon)izinhas), também conhecida como Grande Bangkok, é o conglomerado urbano de Bangkok, capital da Tailândia, que inclui a cidade e as 5  províncias adjacentes de Nakhon Pathom, Pathum Thani, Nonthaburi, Samut Prakan e Samut Sakhon.
A área metropolitana ocupa uma área de 7.761,50 km² e tem uma população estimada em 14 565 547 habitantes, de acordo com dados de 1 de janeiro de 2008,, possuindo uma densidade demográfica de 1.301,42 hab/km². Devido ao sucesso do serviço e da indústria do turismo em Banguecoque, a cidade ganhou em popularidade para o trabalho entre os tailandeses das províncias e áreas rurais próximas, com imigrantes de diversos países na região da Indochina, assim como muitos países do Sul da Ásia. Nos últimos 30 anos, houve um grande afluxo de indianos, paquistaneses, persas, birmaneses, cambojanos, laosianos, nepaleses, filipinos, chineses e outros emigrantes para Bangkok. Há um grande número de trabalhadores que residem fora da área metropolitana e viajam para a cidade para trabalhos diários. A população aumenta para 20 milhões na cidade durante o dia.